# Komanje Brdo
Komanje Brdo je naseljeno mjesto u općini Stolac, Federacija BiH, BiH.

## Stanovništvo

### 1991
Nacionalni sastav stanovništva 1991. godine, bio je sljedeći:
ukupno: 43
- Hrvati - 22
- Muslimani - 12
- Srbi - 5
- ostali, neopredijeljeni i nepoznato - 4

### 2013.
Nacionalni sastav stanovništva 2013. godine, bio je sljedeći:
ukupno: 3
- Hrvati - 3